# Edmond Henry (chirurgien)
Pour les articles homonymes, voir Edmond Henry et Henry.
Edmond Henry (Cavaillon, 5 décembre 1910 - Marseille, 4 juin 1972) est un chirurgien cardio-vasculaire français.

## Biographie
Né à Cavaillon, il fait ses études à Marseille.
Il s'est consacré dans un premier temps à la chirurgie digestive. Il est nommé Professeur de faculté en 1960. 
Il a dirigé le service de chirurgie cardiaque de l'hôpital Cantini à Marseille où il développe avec son équipe, la chirurgie des cardiopathies congénitales, la chirurgie valvulaire et la chirurgie des coronaires. 
Le 27 novembre 1968, il réalise la quatrième transplantation cardiaque en France sur Emmanuel Vitria. C'est une grande réussite puisque le patient survivra près de 19 ans après cette greffe, ce qui constitue un record mondial durant de très longues années à une époque où les greffés du cœur ne survivait que quelques semaines pour les plus chanceux.
Il mourut d'une crise cardiaque, quatre ans après avoir réalisé l'opération sur son patient. Il est enterré au cimetière de Forcalquier.